# Don McLean
Donald McLean III, ameriški kantavtor, * 2. oktober 1945, New Rochelle, New York, Združene države Amerike. Najbolj je znan po svoji uspešnici "American Pie", 8-minutnem folk rock "kulturnem standardu" o izgubi nedolžnosti zgodnje generacije rokenrola iz leta 1971. Njegove druge uspešnice so "Vincent", "Dreidel", izvedba "Crying" Roya Orbisona, izvedba "The Skyliners", "Since I Don't Have You" in "Wonderful Baby".
McLeanovo skladbo "And I Love You So" so med drugim posneli tudi Elvis Presley, Perry Como, Helen Reddy in Glen Campbell, leta 2000 pa je Madonna dosegla uspešnico z izvedbo "American Pie".
Leta 2004 je bil McLean uvrščen v dvorano slavnih kantavtorjev. Januarja 2018 je BMI potrdil, da sta "American Pie" in "Vincent" dosegla pet milijonov oziroma tri milijone predvajanj po medijih.